# Wilhelm Dick
Wilhelm Josef Dick, kurz Willi oder Willy Dick genannt, (* 10. September 1897 in Weipert; † 1980 in Wermelskirchen) war ein tschechoslowakischer Skispringer.

## Herkunft und Karriere
Dick war Deutschböhme. Er war der Sohn des Malers Wenzel Dick und seiner Ehefrau Marie, Tochter eines Tischlermeisters. Seine Großmutter väterlicherseits, Anna Hörnig, stammte aus Annaberg.
Bei den Nordischen Skiweltmeisterschaften 1925 in Johannesbad (Janské Lázně) wurde er der erste Weltmeister im Skispringen von der Normalschanze. Da der Hauptverband Deutscher Wintersportvereine der Tschechoslowakischen Republik 1926 keine Skiläufer zu den Skiweltmeisterschaften nach Lahti sandte, startete Dick, vermutlich mit einer Ausnahmegenehmigung, da ein Skiverband normalerweise nur für unmittelbare Staatsangehörige melden durfte, für den Deutschen Skiverband.
1927 konnte er bei der WM in Cortina d’Ampezzo nochmals die Silbermedaille gewinnen. Bei den vier Jahre später ausgetragenen Weltmeisterschaften in Oberstdorf startete er letztmals bei einem großen internationalen Wettbewerb.
Nach der Vertreibung der Deutschen aus der Tschechoslowakei lebte er in Garmisch-Partenkirchen und zog von da 1952 nach Wermelskirchen in Nordrhein-Westfalen.

## Nordische Skiweltmeisterschaften
- Johannisbad 1925:
  - 1. Rang: Skispringen:
- Lahti 1926:
  - 21. Rang: Nordische Kombination
- Cortina d’Ampezzo 1927:
  - 46. Rang: Skilanglauf 18 km
  - 2. Rang: Skispringen: 
  - 10. Rang: Nordische Kombination
- Oberstdorf 1931:
  - 8. Rang: Skispringen